# NGC 2634
NGC 2634 é uma galáxia elíptica (E1) localizada na direcção da constelação de Camelopardalis. Possui uma declinação de +73° 58' 02" e uma ascensão recta de 8 horas, 48 minutos e 25,5 segundos.
A galáxia NGC 2634 foi descoberta em 11 de Agosto de 1882 por Ernst Wilhelm Leberecht Tempel.